# كينبي أوسوي
كينبي أوسوي (باليابانية: 碓井 健平) (مواليد 15 مايو 1987)، هو لاعب كرة قدم ياباني سابق كان يلعب كحارس مرمى.

## وصلات خارجية
- كينبي أوسوي على موقع رابطة كرة القدم اليابانية للمحترفين (اليابانية)
- كينبي أوسوي على موقع قاعدة بيانات كرة القدم.إي يو (الإنجليزية)
- كينبي أوسوي على موقع Soccerway.com (الإنجليزية)
- كينبي أوسوي على موقع عالم كرة القدم.نت (الإنجليزية)